# アンドロメダ座V
アンドロメダ座V(Andromeda V)は、アンドロメダ座の方角に約252万光年の位置にある矮小楕円体銀河である。
アンドロメダ座Vは、Armandroffらによって発見され、第2期のパロマー・スカイ・サーベイのデジタル画像を分析した後、1998年に発表された。
アンドロメダ座Vの金属量は、局所銀河群の矮小銀河の金属量-光度比の平均を超えている。